# Upplysningsfilosoferna
Upplysningsfilosoferna, på många språk ofta benämnda med franskans philosophes (filosoferna) eller parti philosophique (den filosofiska gruppen), var de intellektuella som deltog i Upplysningen som rörelse på 1700-talet. Beteckningen philosophe avsåg från början personer verksamma i Frankrike. Senare har det franska ordet för upplysningsfilosof även använts på företrädare för upplysningen oavsett nationalitet. Dessa filosofer blev från cirka 1740 en allt starkare kraft.  
Upplysningsfilosoferna var offentliga intellektuella som försökte tillämpa rationellt tänkande inom en hel mängd områden såsom filosofi, historia, naturvetenskap, politik, ekonomi och samhälle. Få av dem var egentligen filosofer i modern mening; de stora namnen inom upplysningstidens filosofi är andra. Upplysningsfilosoferna kan snarare karaktäriseras som debattörer och provokatörer vilka kritiskt granskade det mesta i sin tids samhälle, inklusive styrelseskick, kyrka och rättsväsende.
Till de ursprungliga upplysningsfilosoferna hör kretsen kring Diderots uppslagsverk Encyclopédie. Denna encyclopedies definition av en filosof kom därför att stämma väl överens med deras ideal. Artikeln i ämnet skrevs av César Chesneau Dumarsais (1676-1756) och var ursprungligen en anonymt publicerad pamflett kallad Le Philosophe (1743). Texten betonade upplysningens syn på filosofin som världsligt, inte metafysiskt inriktad. Filosofen skulle vara kvick, välformulerad, fördomsfri och smakfull. Den ideale filosofen var en materialistisk fritänkare som synade allting i det kritiska förnuftets ljus, vilket sågs som en befriande motvikt till övertro och vidskeplighet.
Till upplysningsfilosoferna hör exempelvis Montesquieu, Diderot, La Mettrie, François-Vincent Toussaint, Buffon, Rousseau (även om han delvis förespråkade ting som skiljer sig från upplysningens huvudfåra) och Voltaire. De misstrodde organiserad religion, särskilt den katolska kyrkan, liksom den rådande feodala ordningen. Genom brevväxling utgjorde tidens intellektuella med sina politiska, religionsskeptiska och kulturkritiska intressen en "brevens republik", eller Respublica literaria, vilken överskred nationsgränser och tillät ett fritt utbyte av idéer. I brevrepubliken kunde även kvinnor ta del, som till exempel Louise d'Épinay vilken ingick i kretsen kring Diderot eller Émilie du Châtelet som översatte och förklarade Newton på franska. Även salongerna var en arena dit kvinnor hade tillträde och kunde spela viktiga roller, såsom salongsvärdinnorna Marie Thérèse Geoffrin och Julie de Lespinasse. De franska upplysningsfilosoferna hade även en mäktig bundsförvant i Madame de Pompadour. Mary Wollstonecraft var en av de främsta upplysningsfilosofierna.[källa behövs] Det som förankrar henne i upplysningen är förnuftstron, utvecklingsoptimismen, betydelsen av kunskap och den radikala civilisationskritiken. Wollstonecraft var kritisk till bland annat Rousseaus kvinnosyn.
De franska upplysningsfilosoferna var ofta deister eller på annat sätt odogmatiskt kristna. Ateister fanns bland dem, men var en liten grupp. Voltaire, med sitt kända slagord om att krossa den skändliga kyrkan, uppmanade ändå sina anställda på sitt gods att gå i mässan och anställde också en kaplan på godset; det torde ha varit primärt kyrkans maktställning han ville åt.
Genom upplysningsfilosoferna blev filosof och filosofi politiskt laddade ord på franska. I den egenskapen återfinns ordet ibland i titlar till litterära verk från 1700-talet, såsom de anonymt utgivna libertinska romanerna Thérèse philosophe (1748) och Filosofin i sängkammaren (1795). Den första tillskrivs markis d'Argens, den andra markis de Sade.
När franska revolutionen utbröt 1789 var de flesta av de ursprungliga upplysningsfilosoferna redan döda. Sedan revolutionen 1793 nått ett våldsamt skede bleknade parti philosophique bort.
En stor del av upplysningsfilosoferna var inriktade på att praktiskt lösa existerande problem. Kunskap skulle leda till nytta. Somligt slog väl ut, och Benjamin Franklins många praktiskt tillämpliga uppfinningar såsom åskledare kan tjäna som exempel på det. Annat var orealistiska konstruktioner från filosofernas skrivbord men som sådana visar de ändå på upplysningsfilosofernas och deras läsares tro på förnuftet och framsteget.